# 1842-es busz
Az 1842-es jelzésű autóbuszvonal távolsági autóbuszjárat Tatabánya és Fonyód között, melyet a MÁV Személyszállítási Zrt. lát el.

## Közlekedése
A járat Tatabányát és Fonyódot köti össze. Útvonalának hossza Tatabánya és Siófok között 107,8 km, Tatabánya és Fonyód között 152,5 km. Menetideje Siófok felé felé 2 óra 17 perc, Fonyód felé 3 óra 47 perc, Tatabánya felé 2 óra 20 perc és 3 óra 50 perc.
Nyári tanszünetben naponta egy járatpár Tatabánya és Fonyód között, egy járatpár Tatabánya és Siófok között szállítja az utasokat.

## Megállóhelyei
| 0  | 0  | Tatabánya, autóbusz-állomás végállomás               | 48 | 14 | 1, 1G, 2, 5, 5P, 6, 8, 8S, 9, 9D, 10, 11, 15, 16, 26, 26R, 38, 38G, 50, 55, 57, 70 1758, 1824, 1841, 1843, 1845, 1846, 1848, 1850, 1851 770, 804, 814, 823, 824, 8354, 8400, 8402, 8403, 8406, 8410, 8423, 8432, 8435, 8436, 8437, 8441, 8442, 8460, 8462, 8464, 8471, 8479 S10, G10, S12, gyorsított személyvonat, InterRégió, Arrabona InterCity, Tűztorony, Ikva, Lővér, Kékfrankos, Magnet Bank, Scarbantia, Soproni Közgáz, Savaria InterCity, Mura nemzetközi InterCity, Dráva nemzetközi InterCity, Railjet Xpress, Kálmán Imre EuroNight, Csárdás, Lehár, Liszt Ferenc és Semmelweis EuroCity, Advent EuroCity, Hortobágy EuroCity, Transilvania-Szamos EuroCity, Dacia-Corvin nemzetközi gyorsvonat |
| 1  | 1  | Tatabánya, kórház                                    | 47 | 13 | 1, 1G, 6, 8, 8S, 9, 11, 16, 38, 38G 1758, 1841, 1845, 1846, 1848, 1851 823, 8354, 8402, 8403, 8441, 8442, 8443, 8460, 8462, 8464 |
| 2  | 2  | Környe, faluközpont                                  | 46 | 12 | 1257, 1758, 1824, 1841, 1843, 1845, 1846, 1848, 1851 770, 823, 8354, 8403, 8441, 8442, 8443, 8460, 8462, 8464, 8587, 8594 |
| 3  | 3  | Oroszlány, körforgalom                               | 45 | 11 | 1T, 1Y 1257, 1845, 1846 770, 823, 8354, 8403, 8442, 8443, 8460, 8462, 8464, 8560, 8562, 8570, 8574, 8587 |
| 4  | 4  | Oroszlány, posta                                     | 44 | 10 | 1T, 1Y 1257, 1758, 1843, 1845, 1846 770, 823, 8354, 8403, 8442, 8443, 8460, 8462, 8464, 8560, 8562, 8570, 8574, 8587 |
| 5  | 5  | Bokod, iskola                                        | 43 | 9  | 1257, 1758, 1843, 1846, 1845, 1846 770, 8354, 8464, 8560, 8562, 8570, 8574 |
| 6  | 6  | Pusztavám, bányatelepi elágazás                      | 42 | 8  | 1758, 1843, 1845, 1846 8354, 8355 |
| 7  | 7  | Mór, VÉRTES Áruház                                   | 41 | 7  | 1253, 1254, 1563, 1706, 1758, 1822, 1843, 1845, 1846 7021, 8001, 8096, 8097, 8354, 8355, 8360, 8365, 8370, 8373, 8381, 8624 |
| 8  | 8  | Csókakő, csókakői elágazás                           | 40 | 6  | 1251, 1253, 1254, 1758, 1822, 1824, 1843, 1845, 1846 8001, 8096, 8097, 8360 |
| 9  | 9  | Söréd, bejárati út                                   | 39 | 5  | 1253, 1254, 1563, 1758, 1822, 1824, 1843, 1845, 1846 8001, 8096, 8097, 8099, 8360 |
| 10 | 10 | Székesfehérvár, III. Béla király tér                 | 38 | 4  | 33, 34 1563, 1706, 1758, 1803, 1808, 1809, 1822, 1824, 1841, 1845, 1846, 1853 8000, 8001, 8090, 8092, 8093, 8095, 8096, 8097, 8099, 8624 |
| 11 | 11 | Székesfehérvár, autóbusz-állomás                     | 37 | 3  | 10, 10G, 11, 11A, 11G, 12, 12A, 12Y, 13G, 14, 14G, 15, 15Y, 26, 26A, 26C, 26G, 36, 37, 38, 40, 41, 42, 43, 44, 912 1172, 1173, 1174, 1204, 1205, 1215, 1507, 1510, 1512, 1529, 1563, 1707, 1735, 1758, 1803, 1808, 1809, 1822, 1823, 1824, 1826, 1841, 1843, 1845, 1846, 1853 707, 717, 740, 747, 748, 749, 750, 751, 758, 759, 5552, 7315, 8000, 8001, 8010, 8011, 8013, 8030, 8032, 8033, 8034, 8035, 8037, 8039, 8040, 8041, 8046, 8047, 8048, 8049, 8050, 8055, 8060, 8062, 8065, 8066, 8067, 8068, 8069, 8070, 8078, 8082, 8086, 8090, 8092, 8093, 8095, 8096, 8097, 8099, 8624 |
| 12 | ∫  | Szabadbattyán, kálozi útelágazás                     | 36 | ∫  | 1173, 1174, 1563 8050, 8055, 8060, 8062, 8065, 8066, 8067, 8068 |
| 13 | ∫  | Kőszárhegy, községháza                               | 35 | ∫  | 1173, 1563 8060, 8062, 8065, 8066, 8067, 8068 |
| 14 | ∫  | Polgárdi, kislángi elágazás                          | 34 | ∫  | 1173, 1174, 1563 8065, 8066, 8067 |
| 15 | ∫  | Lepsény, Vasút utca                                  | 33 | ∫  | 1173, 1174, 1563 8065, 8066, 8067, 8321 |
| 16 | ∫  | Alsótekeres                                          | 32 | ∫  | 1174, 1563, 1564, 1592, 1740, 1742 7321, 8228, 8325 |
| 17 | 12 | Siófok (Szabadisóstó), 7. sz. út                     | 31 | 2  | 1302, 1402, 1512, 1528, 1563, 1708 5358, 5458, 8228, 8325, 8326 |
| 18 | 13 | Siófok (Szabadifürdő), vasúti megállóhely            | 30 | 1  | 1174, 1302, 1402, 1512, 1528, 1563, 1708 5358, 5458, 7324, 7325, 8228, 8325, 8326 S30, személyvonat, sebesvonat, Déli<-parti InterRégió, Déli->parti InterRégió, Vitorlás InterRégió, Panoráma expresszvonat, Jégmadár expresszvonat, Aranypart expresszvonat |
| 19 | 14 | Siófok, autóbusz-állomás végállomás                  | 29 | 0  | 1, 2, 3, 4, 7, 14, 18, 24, N2, N5 1172, 1174, 1177, 1302, 1402, 1499, 1506, 1512, 1528, 1563, 1564, 1592, 1593, 1708, 1740, 1742, 1840 5358, 5439, 5458, 5906, 5916, 5917, 6008, 6010, 6011, 6015, 6016, 6018, 6035, 6038, 6040, 6041, 6042, 6043, 6051, 6053, 6101, 7324, 7325, 8274, 8325 személyvonat, sebesvonat, Déli<-parti InterRégió, Déli->parti InterRégió, Esti Csók InterRégió, Vitorlás InterRégió, Panoráma expresszvonat, Jégmadár expresszvonat, Aranypart expresszvonat, Ezüstpart expresszvonat, Aranyhíd expresszvonat, Napfürdő expresszvonat, Balaton InterCity, Tópart InterCity, Adria nemzetközi InterCity, Agram nemzetközi InterCity                                               |
| 20 |    | Zamárdi, vasúti megállóhely                          | 28 |    | 1174, 1177, 1402, 1499, 1506, 1528, 1592, 1593, 1708, 1742 5906, 5916, 6016, 6035, 6038, 6040, 6041, 6042, 6043, 6051, 6053, 6101 személyvonat, sebesvonat, Déli<-parti InterRégió, Déli->parti InterRégió, Vitorlás InterRégió, Jégmadár expresszvonat, Aranypart expresszvonat, Ezüstpart expresszvonat, Aranyhíd expresszvonat, Napfürdő expresszvonat, Balaton InterCity, Tópart InterCity |
| 21 |    | Zamárdi, Csap utca                                   | 27 |    | 1402, 1499, 1506, 1528, 1592, 1742 5906, 5916, 6035, 6038, 6040, 6041, 6042, 6043, 6051 |
| 22 |    | Balatonföldvár, szántódi elágazás                    | 26 |    | 1174, 1177, 1402, 1499, 1506, 1528, 1592, 1593, 1742 5906, 5916, 6035, 6038, 6040, 6041, 6042, 6043, 6051, 6101 |
| 23 |    | Balatonföldvár, Mátyás király utca                   | 25 |    | 1174, 1402, 1499, 1506, 1528, 1592, 1593, 1742 5906, 5916, 6035, 6038, 6040, 6041, 6042, 6043, 6051 |
| 24 |    | Balatonföldvár, Központi Autóbusz-váróterem          | 24 |    | 1174, 1177, 1402, 1499, 1506, 1528, 1592, 1593, 1742 5906, 5916, 6035, 6038, 6040, 6041, 6042, 6043, 6051, 6072, 6101 |
| 25 |    | Balatonföldvár, Szépkilátó                           | 23 |    | 1402, 1499, 1506, 1528, 1592, 1742 5906, 6038, 6040, 6041, 6042, 6043, 6051 |
| 26 |    | Balatonszárszó, Jószef Attila üdülő                  | 22 |    | 1402, 1499, 1506, 1528, 1592, 1742 5906, 6038, 6040, 6041, 6042, 6043, 6051 |
| 27 |    | Balatonszárszó, Béketelep                            | 21 |    | 1402, 1499, 1506, 1528, 1592, 1742 5906, 6038, 6040, 6041, 6042, 6043, 6051 |
| 28 |    | Balatonszárszó, községháza                           | 20 |    | 1177, 1402, 1499, 1506, 1528, 1592, 1742 5906, 6038, 6040, 6041, 6042, 6043, 6051, 6101 |
| 29 |    | Balatonszárszó, horgásztó                            | 19 |    | 1402, 1499, 1506, 1528, 1592, 1742 5906, 6040, 6041, 6042, 6043 |
| 30 |    | Balatonőszöd, 7. sz. út                              | 18 |    | 1177, 1402, 1499, 1506, 1528, 1592, 1742 5906, 6040, 6041, 6042, 6043, 6101 |
| 31 |    | Balatonszemes, községháza                            | 17 |    | 1177, 1402, 1499, 1506, 1528, 1592, 1742 5906, 6040, 6041, 6042, 6043, 6101 |
| 32 |    | Balatonszemes, Németh Pál utca                       | 16 |    | 1402, 1499, 1506, 1528, 1592, 1742 5906, 6040, 6041, 6042, 6043 |
| 33 |    | Balatonszemes, alsó                                  | 15 |    | 1402, 1499, 1506, 1528, 1592, 1742 5906, 6040, 6041, 6042, 6043 |
| 34 |    | Balatonlelle, Rádpusztai elágazás                    | 14 |    | 1402, 1499, 1506, 1528, 1592, 1742 5906, 6040, 6041, 6042, 6043 |
| 35 |    | Balatonlelle, felső                                  | 13 |    | 1402, 1499, 1506, 1528, 1592, 1742 5906, 6040, 6041, 6042, 6043 |
| 36 |    | Balatonlelle, Becsali köz                            | 12 |    | 1402, 1499, 1506, 1528, 1592, 1742 5906, 6040, 6041, 6042, 6043, 6101 személyvonat, sebesvonat, Déli<-parti InterRégió, Déli->parti InterRégió, Napfürdő expresszvonat, Ezüstpart expresszvonat |
| 37 |    | Balatonlelle, vasúti megállóhely                     | 11 |    | 1177, 1402, 1499, 1506, 1528, 1578, 1579, 1592, 1665, 1673, 1742 5905, 5906, 6040, 6041, 6042, 6043, 6071, 6101, 6195 személyvonat, sebesvonat, Déli<-parti InterRégió, Déli->parti InterRégió, Esti Csók InterRégió, Vitorlás InterRégió, Jégmadár expresszvonat, Aranypart expresszvonat, Ezüstpart expresszvonat, Aranyhíd expresszvonat, Napfürdő expresszvonat, Balaton InterCity, Tópart InterCity |
| 38 |    | Balatonlelle, Vágóhíd utca                           | 10 |    | 1402, 1499, 1506, 1528, 1578, 1579, 1665 5905, 6040, 6042, 6043, 6071, 6195 |
| 39 |    | Balatonlelle, benzinkút                              | 9  |    | 1402, 1499, 1506, 1528, 1578, 1579, 1665 5905, 6040, 6042, 6043, 6071, 6195 |
| 40 |    | Balatonboglár, orvosi rendelő                        | 8  |    | 1402, 1499, 1506, 1528, 1578, 1579, 1665, 1673 5905, 6040, 6042, 6043, 6071, 6195 |
| 41 |    | Balatonboglár, Platán sor                            | 7  |    | 1402, 1499, 1506, 1528, 1578, 1579, 1665 5905, 6040, 6042, 6043, 6071, 6195 |
| 42 |    | Balatonboglár, Vasútállomás                          | 6  |    | 1402, 1499, 1506, 1528, 1578, 1579, 1665, 1673 5905, 5988, 6040, 6042, 6043, 6071, 6175, 6176, 6195 személyvonat, sebesvonat, Déli<-parti InterRégió, Déli->parti InterRégió, Esti Csók InterRégió, Vitorlás InterRégió, Jégmadár expresszvonat, Aranypart expresszvonat, Ezüstpart expresszvonat, Aranyhíd expresszvonat, Napfürdő expresszvonat, Balaton InterCity, Tópart InterCity |
| 43 |    | Balatonboglár, Jankovich üdülőtelep                  | 5  |    | 1402, 1499, 1506, 1528, 1578, 1579, 1665 5905, 5988, 6040, 6042, 6043, 6071, 6195 |
| 44 |    | Ordacsehi elágazás                                   | 4  |    | 1402, 1499, 1506, 1528, 1578, 1579, 1665 5905, 5988, 6040, 6042, 6043, 6071, 6195 |
| 45 |    | Fonyód (Fonyódliget), Vasúti megállóhely bejárati út | 3  |    | 1402, 1499, 1506, 1528, 1578, 1579, 1665, 1673 5905, 5988, 6040, 6042, 6043, 6071, 6195 személyvonat, sebesvonat, InterRégió, Déli<-parti InterRégió, Déli->parti InterRégió, Vitorlás InterRégió, Jégmadár expresszvonat, Aranypart expresszvonat, Ezüstpart expresszvonat, Napfürdő expresszvonat |
| 46 |    | Fonyód (Fonyódliget), Árpád utca                     | 2  |    | 1402, 1499, 1506, 1528, 1578, 1579, 1665 5905, 5988, 6040, 6042, 6043, 6071, 6195 |
| 47 |    | Fonyód (Fonyódliget), alsó                           | 1  |    | 1402, 1499, 1506, 1528, 1578, 1579, 1665 5905, 5988, 6040, 6042, 6043, 6071, 6195 |
| 48 |    | Fonyód, Vasútállomás végállomás                      | 0  |    | 1, 2 1402, 1499, 1506, 1528, 1578, 1579, 1665, 1673, 1723 5905, 5988, 6040, 6042, 6043, 6071, 6195, 6196 személyvonat, sebesvonat, Déli<-parti InterRégió, Déli->parti InterRégió, Esti Csók InterRégió, Vitorlás InterRégió, Jégmadár expresszvonat, Aranypart expresszvonat, Ezüstpart expresszvonat, Aranyhíd expresszvonat, Napfürdő expresszvonat, Fenyves expresszvonat, Balaton InterCity, Tópart InterCity, Adria nemzetközi InterCity, Agram nemzetközi InterCity |